# Ljuša (Kuršumlija)
Ljuša (Servisch cyrillisch Љуша) is een plaats in de Servische gemeente Kuršumlija. De plaats telt 109 inwoners (2002).